# Кьолш
Кьолш (на немски: Kölsch) е традиционна светла германска бира, която се произвежда само в района на Кьолн.
Бирата ферментира с дрожди за висока ферментация, което я характеризира като ейл, но от друга страна отлежава продължително време в лагерни танкове, в продължение на месец, при ниски температури, подобно на бирите в стил лагер, ето защо се определя като светла бира от смесен (хибриден) тип.

## История
Корените на съвременния кьолш произлизат от средновековните германски ейлове, които се правят още от Средните векове по течението на Рейн. В самия Кьолн има повече от хилядолетна пивоварна традиция. През 1603 г. местните управници дори издават наредба, с която се разрешава на кьолнските пивовари да варят само горно-ферментирала бира. От ХVI до началото на ХІХ век в Кьолн основно се вари местен ейл, известен като „кеutebier“. През втората половина на ХХ век започват да се варят и лагер бири с долна ферментация. Названието „кьолш“ се използва за първи път за бирата, произведена от кьолнската пивоварна Sünner през 1918 г. През първата половина на XX век кьолш няма особена популярност, тъй като по това време известност набират лагер-бирите с ниска ферментация. Едва от началото на 1960-те години кьолш започва активно да завладява пазара на Кьолн.
Кьолш е название за произход, защитено от т.нар. Кьолнска конвенция (Kölsch Konvention), създадена през 1948 г. като регионално обединение на кьолнските пивовари, и производството му е ограничено до двадесет и няколко пивоварни в Кьолн и района. Конвенцията определя „кьолш“ като „светла, прозрачна, филтрирана бира с горна ферментация, с подчертан хмелен характер, сварена в Кьолн или прилежащата му територия“. Всяка отделна пивоварна в Кьолн обаче вари бира с различен характер, и всяка интерпретира Kölsch Konvention по свой начин, с определени нюанси. През 1997 г. Европейският съюз включва кьолш в категорията на защитените регионални продукти. Производството на кьолш е забранено извън района на Кьолн, като извън Европа версии на кьолш се произвеждат и в САЩ.

## Характеристика
Кьолш е свежо, добре балансирано пиво с лек плодов вкус и аромат. Цветът е от бледозлатист до светлозлатист. Има блестяща прозрачност и образува при наливане тънка бяла пяна със слаба пеноустойчивост. Характеризира се със слаб малцов аромат, с плодови нотки на ябълка, вишна и круша, и мек окръглен вкус. Някои версии имат отчетлив малцово-сладък характер.
Бирата кьолш се прави от немски благороден хмел (Hallertau, Tettnang, Spalt или Hersbrucker), немски пилз или светъл малц и чисти ейлови дрожди за висока ферментация. Може да се използва до 20% пшеничен малц. Прави се с мека вода. бирата ферментира като ейл при малко по-ниски температури 15 – 18 °C, като в повечето пивоварни ферментацията протича при температура около 21 °C и отлежава в лагерни танкове около 1 месец.
Кьолш се сервира във високи, тесни чаши от 200 мл, наричани "Stange". Постепенно в употреба навлизат и по-големи чаши с вместимост 300 или 400 мл. В бирариите, където особено ценят традициите, може да се намери и половинка кьолш в чаша с вместимост 100 мл.

## Търговски марки
- Немски марки от района на Кьолн: Bischoff Kölsch, Bürger Kölsch, Dom Kölsch, Früh Kölsch, Hellers Kölsch, Gaffel Kölsch, Ganser Kölsch, Garde Kölsch, Giesler Kölsch, Gilden Kölsch, Küppers Kölsch, Kürfursten Kölsch, Maximilian Kölsch, Mühlen Kölsch, Päffgen Kölsch, Peters Kölsch, Rats Kölsch, Reissdorf Kölsch, Richmodis Kölsch, Sester Kölsch, Severins Kölsch, Sion Kölsch, Sünner Kölsch, Zunft Kölsch.

- Американски версии, произвеждани в САЩ: The Cambridge House Copper Hill Kolsch, Victory Kolsch, Beer Academy Kölsch, Chuckanut Kolsch, Stoudts Karnival Kölsch, COAST 32/50 Kölsch, Captain Lawrence Captains Kolsch, Highland Brandon’s Kolsch Style Ale, Eisenbahn Dourada, Goose Island Summertime, Alaska Summer Ale, Harpoon Summer Beer, New Holland Lucid, Saint Arnold Fancy Lawnmower, Capitol City Capitol Kölsch, Shiner Kölsch.